# Rapid Omnisports de Menton
Rapid Omnisports de Menton - conhecido também como Rapid de Menton ou ROS Menton - é um clube de futebol da França, sediado na cidade de Menton (departamento dos Alpes Marítimos, região da Provença-Alpes-Costa Azul).
Fundado em 1916 como resultado da fusão entre 2 times (Olympique de Menton e Cap Martin), ganhou o nome atual em 1946 após fundir-se com o Sport Ouvrier Club de Menton, Atualmente encontra-se disputando a Liga Regional do Mediterrâneo (uma das ligas regionais que integram a Pirâmide do futebol francês). 
Seu estádio é o Lucien Rhein, com capacidade para 2.000 torcedores, e suas cores são azul-claro e branco.